# 베일리의 구슬
베일리의 구슬 효과 또는 다이아몬드 링(금환) 효과는 개기일식 및 금환일식의 특징이다. 일식 동안에 달이 태양을 가리면, 루나 림(lunar limb)의 거친 형상에 의하여 햇빛이 구슬처럼 부분적으로 빛나는 현상이 생기게 된다. 이러한 효과는 1836년에 이 현상을 설명한 프랜시스 베일리의 이름을 따서 명명되었다. 하나의 구슬만이 남게 되면 달의 실루엣의 반지 주위에서 고정되어 광채를 발하는 "다이아몬드"처럼 보이는 다이아몬드 링(금환) 효과가 나타난다.
달의 지형은 산, 분화구, 골짜기 등과 같은 지형적인 특징의 존재 때문에 상당한 고저를 가지고있다. 달의 림(limb) 프로파일(먼 곳에서 보았을 때 달의 "가장자리")의 불규칙성은 달에 의한 별의 가려짐 현상에 의해 정확하게 알려져 있다. 천문학자들은 일식이 일어나기 전에도 달의 어느 산과 골짜기에 의하여 베일리의 구슬이 나타나게 될지 상당히 잘 예상할 수 있다. 베일리의 구슬은 일식 경로의 중심에서 잠시 동안 보이는 것으로, 그 지속 시간은 달의 본그림자 경로의 가장자리 근처에서 최대로 1-2 분 정도이다.
금환 효과가 사라지면, 이어지는 베일리의 구슬 효과와 개기 일식 단계에서는 부분일식 동안에 사용되는 태양 필터 없이도 안전하게 관찰할 수 있다. 이때에는 태양 광구의 0.001 % 미만이 관찰된다.
개기일식의 경로에 있는 관찰자들은 처음에는 달의 실루엣에 의하여 태양이 점점 가려지는 현상을 한시간 이상 관찰하고, 광구의 마지막 일부가 사라지면서 필터없이 볼 수 있는 다이아몬드 반지 효과를 볼 수 있다. 반지의 광채가 사라지면, 베일리의 구슬은 밝은 광구의 마지막 일부가 달의 가장자리에 늘어선 계곡을 통해 빛나는 것처럼 보인다. 진행하는 달의 윤곽 뒤로 베일리의 구슬이 사라지면(개기일식이 끝나면 구슬이 다시 나타난다), 채층(chromosphere, 그리스어로 CHROMOS는 "색상"을 의미한다)으로 불리는 얇고 붉은 윤곽선이 나타난다. 육안에는 적색의 수소 방사선이 가장 잘 보이지만, 채층에는 그외에도 수천 개의 스펙트럼 선이 방출되고 있다.

## 관측 역사
베일리가 그의 이름을 지닌 특징의 원인을 발견했다고 종종 말하여지지만, 에드먼드 핼리 경은 1715년 5월 3일의 일식 동안에 베일리의 구슬을 관측하여 최초로 기록하였다. 핼리는 《필로소피컬 트랜잭션즈 오브 더 로열 소사이어티》의 〈 ... 최근의 개기일식의 관측〉에서 이러한 금환 현상의 원인을 제대로 기술하고 명확하게 하였다.
About two Minutes before the Total Immersion, the remaining part of the Sun was reduced to a very fine Horn, whose Extremeties seemed to lose their Acuteness, and to become round like Stars ... which Appearance could proceed from no other Cause but the Inequalities of the Moon's Surface, there being some elevated parts thereof near the Moon's Southern Pole, by whose Interposition part of that exceedingly fine Filament of Light was intercepted.

개기일식 2분 전쯤에, 태양의 나머지 부분은 매우 얇은 뿔모양으로 축소되었으며, 그 양끝은 날카로움을 잃어 버리고 별처럼 둥글게 보였다. ... 이러한 현상은 다른 이유에서는 나타날 수가 없고 달 표면의 요철에 의하여 나타날 수 있을 것인데, 이는 달의 남극 근처에는 고도가 높은 부분이 있고 이것이 중간에 끼어들어 매우 얇은 빛 줄기의 일부가 차단되었기 때문이다.

## 미디어에서
코스마스 다미안 아삼(Cosmas Damian Asam)은 아마도 개기일식과 금환 현상을 묘사한 초기의 사실주의 화가였을 것이다.  그의 그림은 1735년에 완성되었다.
베일리의 구슬 현상은 NBC TV 쇼인 히어로즈의 크레딧 표시 화면에서 볼 수 있고, 금환 현상은, 비록 우주에서 가상의 외계인에게 보이는 것이긴 하지만, 스타 트렉: 보이저의 크래딧 표시 화면에서 볼 수 있다.

## 갤러리

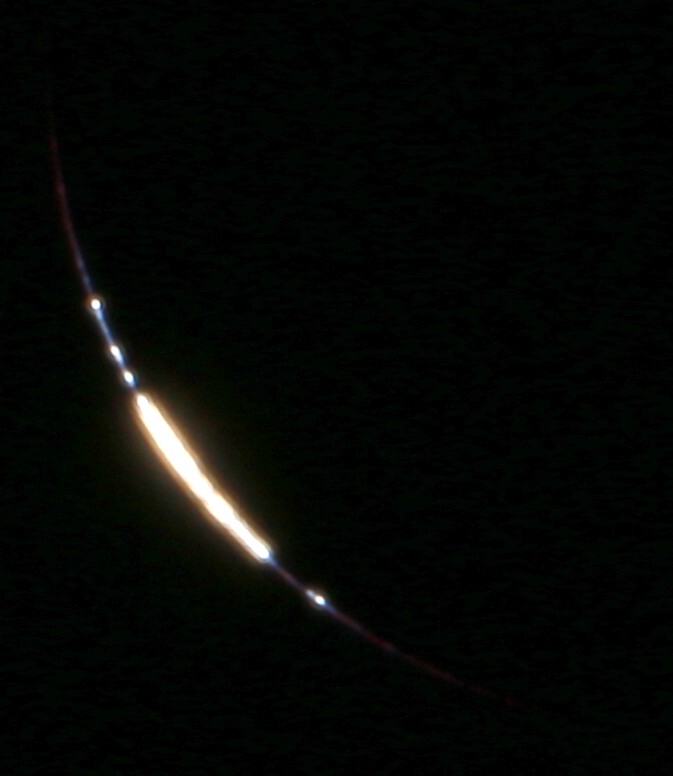
2017년 8월 21일의 개기일식 4초 전에 촬영된 베일리의 구슬 현상.
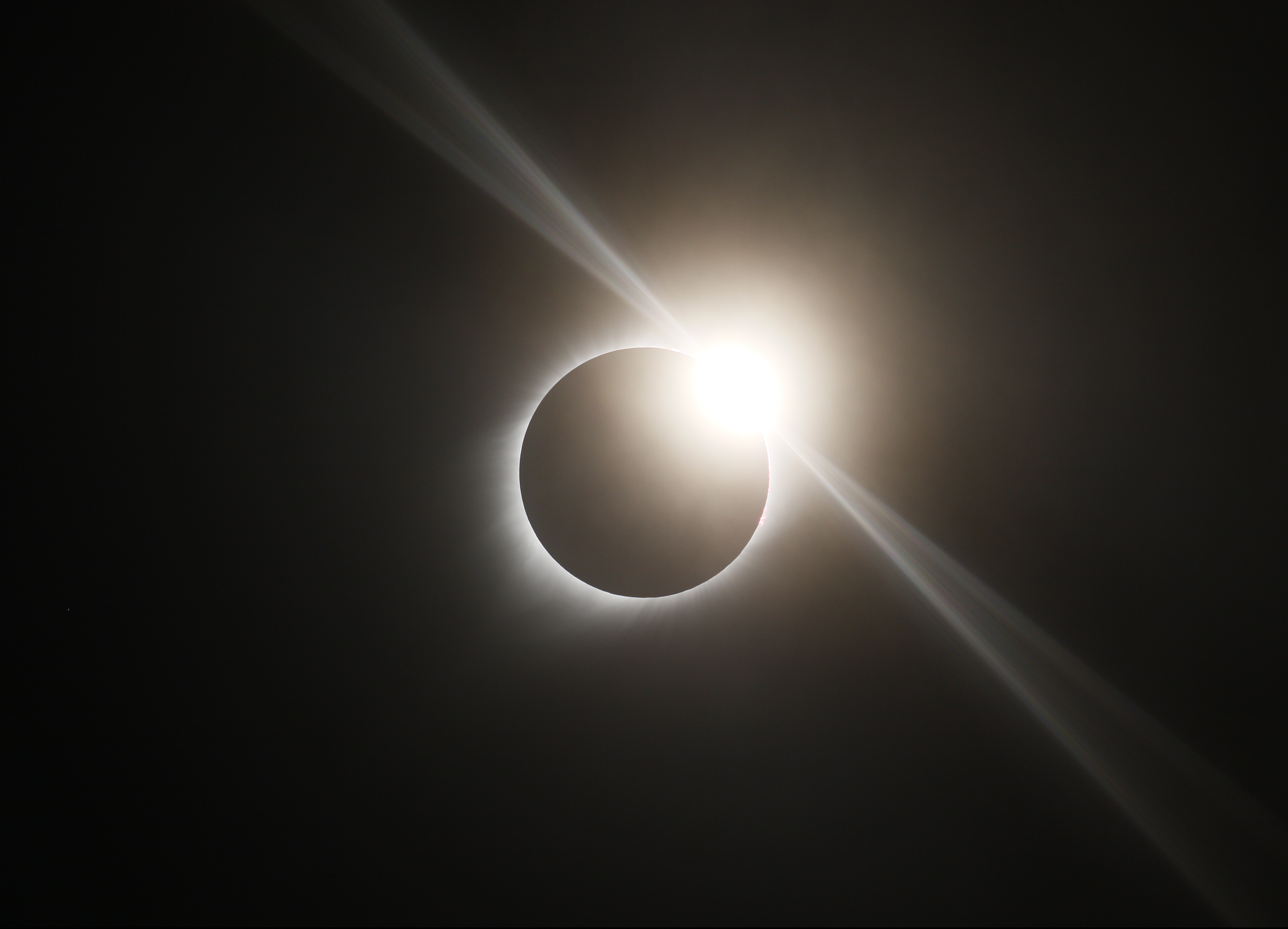
네브라스카 주, 라벤나에서 2017년 8월 21일의 개기일식 동안 관측된 다이아몬드 반지 효과(다이아몬드에서 접선 방향으로 발생하는 회절 스파이크는 자연 현상이 아니고 카메라 광학계에 의한 인공적인 현상이다).
- 러시아, 카미자크에서 관측된 2006년 3월 29일 일식에서 관측된 금환 효과.
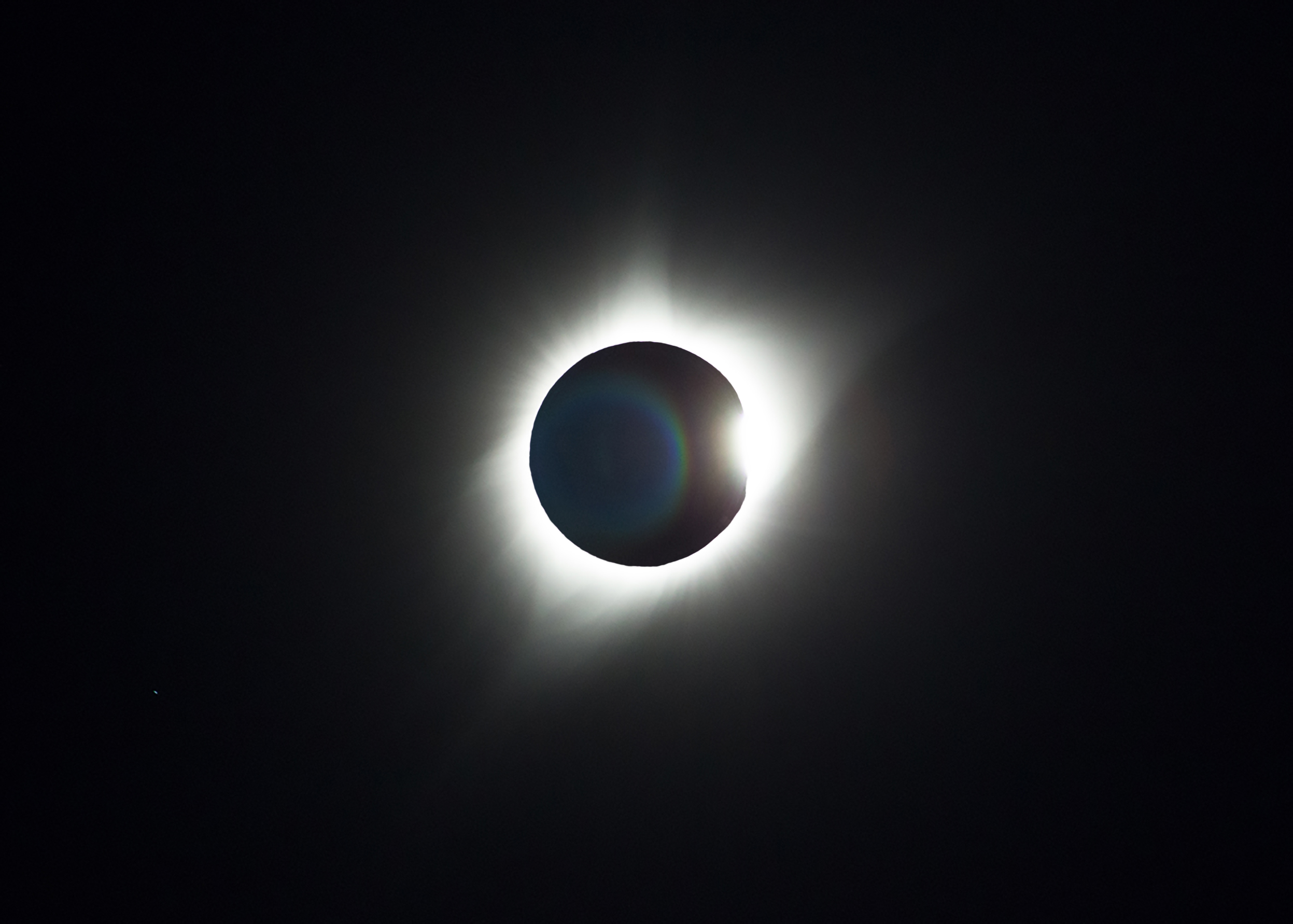
와이오밍주 중심부에서 2017년 8월 21일의 일식 동안에 개기일식이 종료하면서 나타난 금환 효과. 무지개 빛의 착색은 렌즈 플레어로 자연 현상이 아니다.

### 내용주
1. ↑   대영제국에서는 1752년까지 그레고리우스력을 채택하지 않았기 때문에 일식 날짜를 당시에는 1715년 4월 22일으로 기록하였다.

### 참조주
1. ↑  Baily (1836). “I. On a remarkable phenomenon that occurs in total and annular eclipses of the sun”. 《Monthly Notices of the Royal Astronomical Society》 4 (2): 15–19. doi:10.1093/mnras/4.2.15.
2. ↑  Littmann, Mark; Willcox, Ken; Espenak, Fred (1999). 《Totality – Eclipses of the Sun》. Oxford University Press. 65–66쪽. ISBN 978-0-19-513179-6.
3. ↑  O. Staiger. “The Experience of Totality”. 2018년 10월 13일에 원본 문서에서 보존된 문서. 2019년 4월 3일에 확인함.
4. ↑  Pasachoff, J. M. & Covington, M. The Cambridge Eclipse Photography Guide (Cambridge Univ. Press, 1993)[쪽 번호 필요]
5. ↑  Pasachoff, Jay M. (2009). “Solar eclipses as an astrophysical laboratory”. 《Nature》 459 (7248): 789–795. Bibcode:2009Natur.459..789P. doi:10.1038/nature07987. PMID 19516332.
6. ↑  Pasachoff, Jay M. (1999). “Halley and his maps of the Total Eclipses of 1715 and 1724”. 《Journal of Astronomical History and Heritage》 2 (1): 39. Bibcode:1999JAHH....2...39P.
7. ↑  Nemiroff, R. (2009년 1월 28일).  Nonnell, J., 편집. “A Solar Eclipse Painting from the 1700s”. 《Astronomy Picture of the Day》. NASA. 2019년 4월 3일에 확인함.